# Moa
Moa este numele sub care sunt cunoscute nouă specii dispărute de păsări din ordinul Dinornithiformes. Nu aveau aripi, nici măcar rudimentare. Viețuiau în Noua Zeelandă și aveau dimensiuni mari. Cele mai mari specii, Dinornis robustus și Dinornis novaezelandiae, atingeau o înălțime de aproximativ 3,6 m și cântăreau aproximativ 250 kg. Erau animale erbivore, hrănindu-se cu frunze, lăstari, fructe.
Au fost exterminate în anii 1500 de aborigenii maori. Potrivit unor rapoarte neconfirmate, unii reprezentanți ai speciei Megalapteryx didinus au mai fost înregistrate la sfârșitul secolului al XVIII-lea – începutul secolului al XIX-lea.